# Xico (Veracruz)
Ne doit pas être confondu avec Xico.
Xico est une ville mexicaine située dans l'État de Veracruz, à l'ouest du golfe du Mexique. À trois kilomètres au sud de la ville, se trouve la Cascade de Texolo. Elle est le chef-lieu de la municipalité de même nom. Elle fait partie de la « Zona metropolitana de Xalapa », aire urbaine qui regroupe autour de la ville de Xalapa les municipalités faisant partie de sa sphère d'influence. Elle dépend également de la région administrative de Capital, qui est une des dix subdivisions administratives de l'État de Veracruz, et qui comprend sa capitale étatique, Xalapa.

## Géographie
Xico est établie au sein du complexe volcanique de la Cordillère néovolcanique, à l'est du volcan Cofre de Perote et de son parc national, et sur le bord oriental de la chaîne montagneuse de la Sierra Madre orientale. L'altitude de la ville est de 1 311 mètres. Elle appartient au bassin versant du fleuve Río Antigua, et se trouve enserrée entre les rivières Huehueyapan au nord, et Río Texolo au sud. Elle était peuplée en 2010 de 18 652 habitants.

## Histoire
Avant l'arrivée des Espagnols sous la direction de Hernán Cortés en 1519, la région était occupée par le peuple amérindien des Totonaques. La localité, que décrit Hernán Cortés, se nommait alors Xicochimalco, le nom actuel de Xico en étant la forme abrégée,.
La paroisse de Xico se met en place au cours du XVIe siècle, autour de son église dédiée à Sainte-Marie-Madeleine (Santa María Magdalena).